# Carl Schmitt
Carl Schmitt (Plettenberg, 1888. július 11. – Plettenberg, 1985. április 7.) német jogász, konzervatív filozófus. Öröksége a mai napig viták tárgya a Harmadik Birodalom idején végzett tevékenysége miatt.

## Művei
- Über Schuld und Schuldarten. Eine terminologische Untersuchung, 1910
- Gesetz und Urteil. Eine Untersuchung zum Problem der Rechtspraxis, 1912
- Schattenrisse (veröffentlicht unter dem Pseudonym ‚Johannes Negelinus, mox Doctor‘, in Zusammenarbeit mit Dr. Fritz Eisler), 1913
- Der Wert des Staates und die Bedeutung des Einzelnen, 1914
- Theodor Däublers ‚Nordlicht‘: Drei Studien über die Elemente, den Geist und die Aktualität des Werkes, 1916
- Die Buribunken, in: Summa 1/1917/18, 89 ff.
- Politische Romantik, 1919
- Die Diktatur. Von den Anfängen des modernen Souveränitätsgedankens bis zum proletarischen Klassenkampf, 1921
- Politische Theologie. Vier Kapitel zur Lehre von der Souveränität, 1922
- Die geistesgeschichtliche Lage des heutigen Parlamentarismus, 1923
- Römischer Katholizismus und politische Form, 1923
- Die Rheinlande als Objekt internationaler Politik, 1925
- Die Kernfrage des Völkerbundes, 1926
- Der Begriff des Politischen, in: Archiv für Sozialwissenschaft und Sozialpolitik vol. 58, no. 1, 1927, 1–33.
- Volksentscheid und Volksbegehren. Ein Beitrag zur Auslegung der Weimarer Verfassung und zur Lehre von der unmittelbaren Demokratie, 1927
- Verfassungslehre, 1928
- Hugo Preuß. Sein Staatsbegriff und seine Stellung in der dt. Rechtslehre, 1930
- Der Völkerbund und das politische Problem der Friedenssicherung, 1930, 2. erw. Aufl. 1934
- Der Hüter der Verfassung, 1931
- Der Begriff des Politischen, 1932 (elaboration of the 1927 essay)
- Legalität und Legitimität, 1932
- Starker Staat und gesunde Wirtschaft, 1933
- Staat, Bewegung, Volk. Die Dreigliederung der politischen Einheit, 1933
- Das Reichsstatthaltergesetz, 1933
- Der Führer schützt das Recht, 1934
- Staatsgefüge und Zusammenbruch des Zweiten Reiches. Der Sieg des Bürgers über den Soldaten, 1934
- Über die drei Arten des rechtswissenschaftlichen Denkens, 1934
- Der Leviathan in der Staatslehre des Thomas Hobbes, 1938
- Die Wendung zum diskriminierenden Kriegsbegriff, 1938
- Völkerrechtliche Großraumordnung und Interventionsverbot für raumfremde Mächte. Ein Beitrag zum Reichsbegriff im Völkerrecht, 1939
- Positionen und Begriffe im Kampf mit Weimar – Genf – Versailles 1923–1939, 1940 (Aufsatzsammlung).
- Land und Meer. Eine weltgeschichtliche Betrachtung, 1942
- Der Nomos der Erde im Völkerrecht des Jus Publicum Europaeum, 1950
- Donoso Cortes in gesamteuropäischer Interpretation, 1950
- Ex captivitate salus. Erinnerungen der Zeit 1945/47, 1950
- Die Lage der europäischen Rechtswissenschaft, 1950
- Das Gespräch über die Macht und den Zugang zum Machthaber, 1954
- Hamlet oder Hekuba. Der Einbruch der Zeit in das Spiel, 1956
- Verfassungsrechtliche Aufsätze aus den Jahren 1924–1954, 1958 (Aufsatzsammlung)
- Theorie des Partisanen. Zwischenbemerkung zum Begriff des Politischen, 1963
- Politische Theologie II. Die Legende von der Erledigung jeder Politischen Theologie, 1970
- Glossarium. Aufzeichnungen der Jahre 1947–1951, hrsg.v. Eberhard Freiherr von Medem, 1991 (postum.)
- Das internationale Verbrechen des Angriffskrieges, hrsg.v. Helmut Quaritsch, 1993 (postum.)
- Staat – Großraum – Nomos, hrsg. von Günter Maschke, 1995 (postum.)
- Frieden oder Pazifismus?, hrsg. von Günter Maschke, 2005 (postum.)
- Carl Schmitt: Tagebücher, hrsg. von Ernst Hüsmert, 2003 ff. (postum.)

## Magyarul
- Az európai jogtudomány mai helyzete; Révai, Bp., 1944
- Politikai teológia; ford., bev., bibliográfia, mutatók Paczolay Péter; ELTE ÁJTK, Bp., 1992 (Jogfilozófiák)
- A politikai fogalma. Válogatott politika- és államelméleti tanulmányok; ford., szerk., utószó Cs. Kiss Lajos; Osiris–Pallas Stúdió–Attraktor, Bp., 2002 (Bibliotheca iuridica Publicationes cathedrarum)
- Politikai teológia II. Legenda minden politikai teológia elintézéséről; ford. Szikszai Balázs, utószó Karácsony András; Attraktor, Máriabesnyő-Gödöllő, 2006 (Bibliotheca iuridica Opera classica)
- Legalitás és legitimitás; ford. Mulicza Katalin et al., utószó Karácsony András; Attraktor, Máriabesnyő-Gödöllő, 2006 (Bibliotheca iuridica Opera classica)
- Ex captivitate salus. Egy német fogoly vallomásai 1945-47-ből; ford., utószó Techet Péter; Attraktor, Máriabesnyő-Gödöllő, 2010
- Katolicizmus és politika; ford. átdolg., szerk. Gájer László és Mezei Balázs, Gájer László; Szt. István Társulat, Bp., 2023 (Fides et ratio)
- Beszélgetés a hatalomról  Vigília, 1991/2.

## Szakirodalom
- Pethő Sándor: Norma és kivétel. Carl Schmitt útja a totális állam felé; MTA Filozófiai Intézet, Bp., 1993 (Doxa könyvek)
- Hamza Gábor: A „Harmadik Birodalom” eszméje a német filozófiai és politikai gondolkodásban. Magyar Tudomány 44 (1999) 779-787.
- Schmitt jogtudománya. Tanulmányok Carl Schmittről; vál., szerk., előszó, bev., I. és III. rész Cs. Kiss Lajos; Gondolat, Bp., 2004 (Bibliotheca iuridica Acta congressuum)
- Techet Péter: Carl Schmitt. Egy szellemi kalandor; Attraktor, Máriabesnyő, 2013
- Tódor Imre: A politikai konstitutív a(nta)gonisztikus dimenziója Carl Schmitt konfliktusos politikai filozófiájáról; Egyetemi Műhely–Bolyai Társaság, Kolozsvár, 2015 (Doktori dolgozatok. Bolyai Társaság)
- Karácsony András: A jogtudomány teológusa. Carl Schmitt politikai teológiája; Attraktor, Gödöllő-Máriabesnyő, 2016
- Filozófia és nemzetiszocializmus. Értelmezések és kontextusok; szerk. Gedő Éva, Schwendtner Tibor; Könyvpont Ny.–L'Harmattan–Magyar Daseinanalitikai Egyesület, Bp., 2016
- Pongrácz Alex: Gyönyörű képességünk, a térrend. A Föld nomosza és annak aktualitása a XXI. században. In Jog, Állam, Politika, X. évfolyam, 3. szám (2018), pp. 105–121. Elérhető: https://dfk-online.sze.hu/images/J%C3%81P/2018/3/pongr%C3%A1cz.pdf
- Carl Schmitt fogadtatása a társadalomtudományokban. Harc a szavakért: politikai korrektség és recepció, 1-2.; szerk. Cs. Kiss Lajos; Ludovika Egyetemi Kiadó, Bp., 2022 (Gondolkodók)
- Techet Péter: Jog mögötti akarat. Metapozitivista kísérletek a német jogtudományban. Carl Schmitt és Ernst Forsthoff; Ludovika Egyetemi Kiadó, Bp., 2023 (Államértelmezések)